# Les Ateliers Sahm
Les Ateliers Sahm sont un centre d’art contemporain créé en septembre 2012 par l’artiste plasticienne et écrivaine Bill Kouélany. Basé à Brazzaville, en République du Congo, ce centre contribue à l'épanouissement, depuis une décennie, des artistes de tout genre, originaires du Congo ou de l’étranger,,. 

## Missions
Les Ateliers Sahm visent à soutenir les artistes face au déficit des structures et des accompagnements dans le domaine culturel. Étant parmi les premiers centres d'art, il vise également la mise en lumière des jeunes artistes congolais et africains, au-devant de la scène internationale.

## Projets d'envergure
Les Ateliers Sahm organisent depuis la création du centre, la Rencontre Internationale d’Art Contemporain, biennale qui réunit plusieurs artistes congolais et étrangers durant le mois de septembre, avec au programme : des résidences, des expositions, des spectacles, performances, attribution des bourses artistiques,.
Depuis 2014, Les Ateliers Sahm participent continuellement à la biennale de Dakar. Plusieurs artistes plasticiens, critiques d'art, photographes ont exposé leurs travaux lors de ce rendez vous culturel,,.
Durant la saison Africa2020, Les Ateliers Sahm ont participé, à Marseille, du 13 mai 2021 au 23 juillet 2021 à l'exposition : Réinventer le monde à l'aube des traversées.

## Artistes ayant évolué au centre
- Black Panther Slam, artiste poète slammeur
- Emeraude Kouka, poète et critique d'art
- Mariusca Moukengué, artiste slammeuse
- Sardoine Mia, artiste plasticienne